# Скелети (фільм)
«Скелети» — фільм 2010 року у стилі фентезі.

## Зміст
Велика компанія розробила технологію, завдяки якій можна проникати у свідомість людини і вносити корективи, або ж витягувати з глибин пам'яті потрібні події. Девіс і Беннет працюють на корпорацію і надають різні послуги, пов'язані зі свідомістю клієнтів. Великі труднощі полягають у тому, що дуже складно утриматися від спокуси помандрувати за спогадами для свого задоволення або зробити навіювання за власним вибором. З черговою клієнткою Джейн герої знову відступають від професійної етики, але не припускають куди це їх заведе.